# Fordom
 Der er for få eller ingen kildehenvisninger i denne artikel, hvilket er et problem. Du kan hjælpe ved at angive troværdige kilder til de påstande, som fremføres i artiklen.

En fordom (at dømme nogen på forhånd, uden at kende dem) er en negativ, ubevist og generaliserende påstand eller folkelig konvention, hvis rigtighed der ikke argumenteres for. Med fordomme menes sædvanligvis noget nedsættende, men der kan også være fordomme, der har karakter af beundring. Generelt kan fordomme forekommer overalt, hvor man foretrækker at tro på noget uden at have 
syn for sagen. 

## Forskellige slags fordomme
Som hovedregel er fordomme rettet mod  køn, race, religion, eller en kulturelt bestemt gruppe, som man ikke selv tilhører.
Man kan dog også nære fordomme mod en bestemt, der har udtalt sig kritisk om en selv, og som man derfor ikke bryder sig om. 
Fordomme kan enten være udtalte og have form af mere eller mindre spøgefulde vandrehistorier, eller være hemmelige fordomme, som man ikke åbent vil vedkende sig.
Hvis fordomme er gensidige, kan de resultere i hadefulde og voldelige konfrontationer. 
Fordomme indgår hyppigt i en gruppes bestræbelser på at skabe sammenhold, ved at man i gruppen luner sig ved i fællesskab at håne og foragte dem, som fordommene er vendt mod.
Fordomme bliver et problem, når de har indflydelse på hvordan vi opfatter og opfører os over for det enkelte menneske.

Fordomme er et produkt af forsvarsmekanismer og primærprocesser (se: Primærprocesser og sekundærprocesser).
De hyppigste forsvarsmekanismer vil være projektion, splitting, devaluering og fortrængning, mens det ved primærprocesserne navnlig er loven om pars pro toto, der er aktuel.
Fordomme giver hermed næsten altid et unuanceret og uhensigtsmæssigt billede af realiteterne.